# Цэрэнжавын Энхжаргал
Цэрэнжавын Энхжаргал (монг. Цэрэнжавын Энхжаргал; 26 октября 1984 года, Улан-Батор) — монгольский футболист, игрок национальной сборной Монголии. В данный момент выступает за клуб «Эрчим». Защитник.

## Биография
Начал свою карьеру в 2003 году в монгольском клубе «Мон-Уран» (Улан-Батор), где он играл в течение двух сезонов. Затем он перешёл в другой столичный клуб «Улан-Батор Юнайтед», где он играл в течение шести лет. С 2011 года играет за «Эрчим». Цэрэнжавын Энхжаргал играет в сборной Монголии по футболу с 2000 года, он сыграл 24 матча, но не забил ни одного гола.